# وارنیش

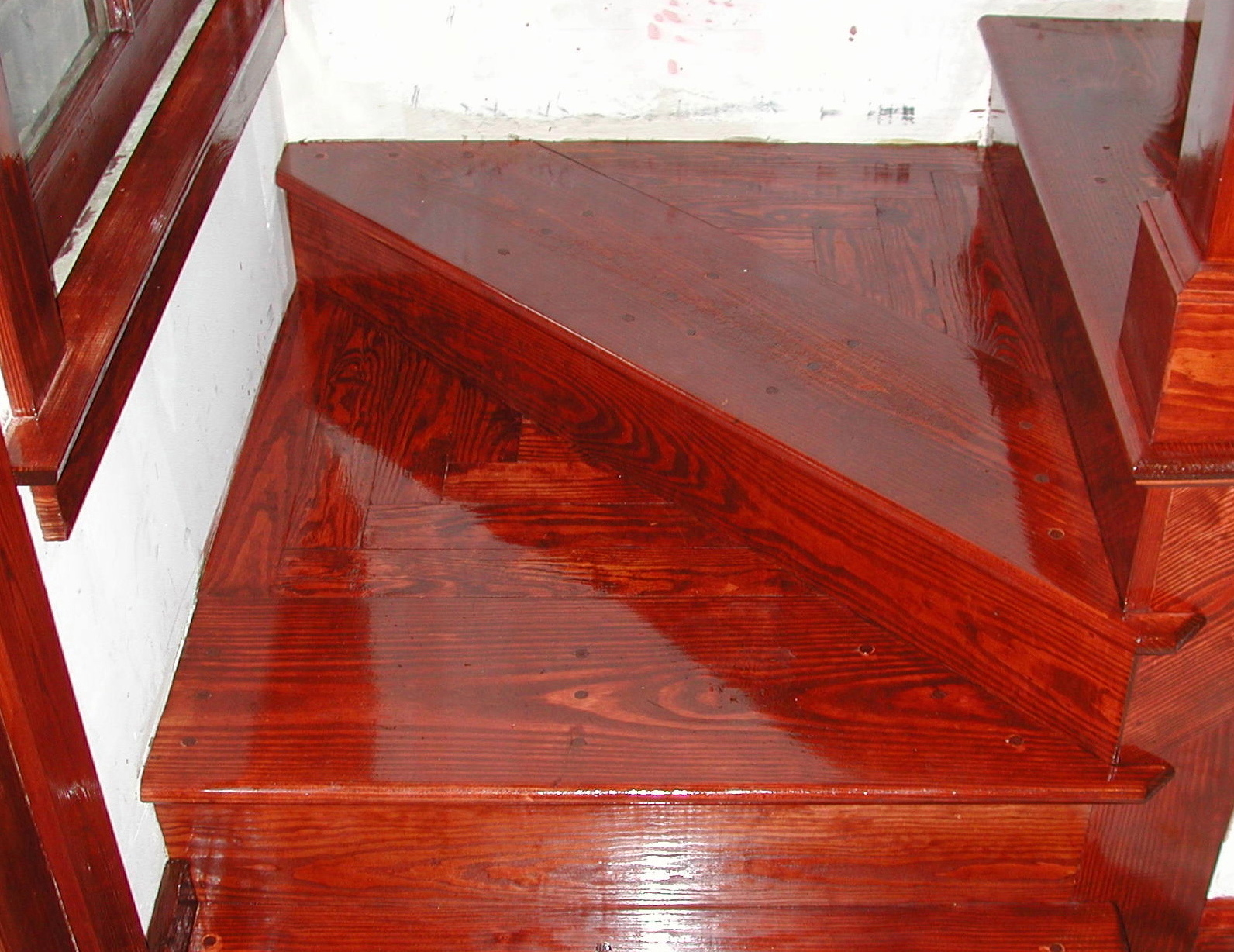
Varnish

وارنیش به انگلیسی Varnish یا لاک براق ماده‌ای شفاف و براق است که معمولاً برای پوشش‌دهی و محافظت از سطوح مختلف، به‌ویژه سطوح چوبی، استفاده می‌شود. وارنیش باعث افزایش دوام سطح، جلوگیری از نفوذ آب، گردوغبار و مواد شیمیایی، و همچنین ایجاد جلوه‌ای براق یا نیمه‌براق می‌شود. برخلاف رنگ، وارنیش رنگ‌دانه ندارد و اغلب شفاف است، اگرچه برخی انواع آن ممکن است ته‌رنگی ملایم داشته باشند.

## ترکیبات

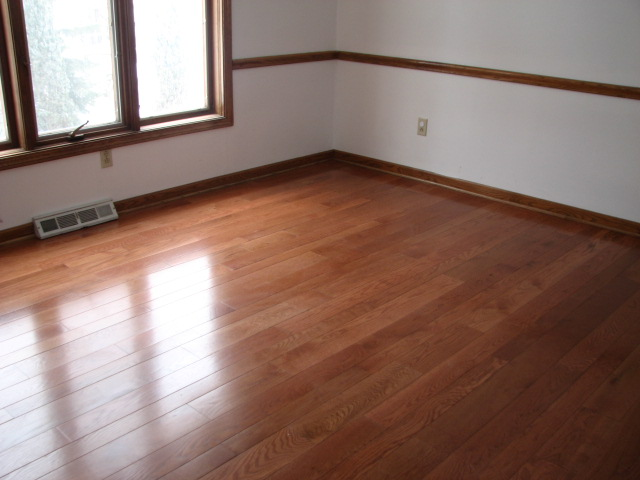
Oak flooring

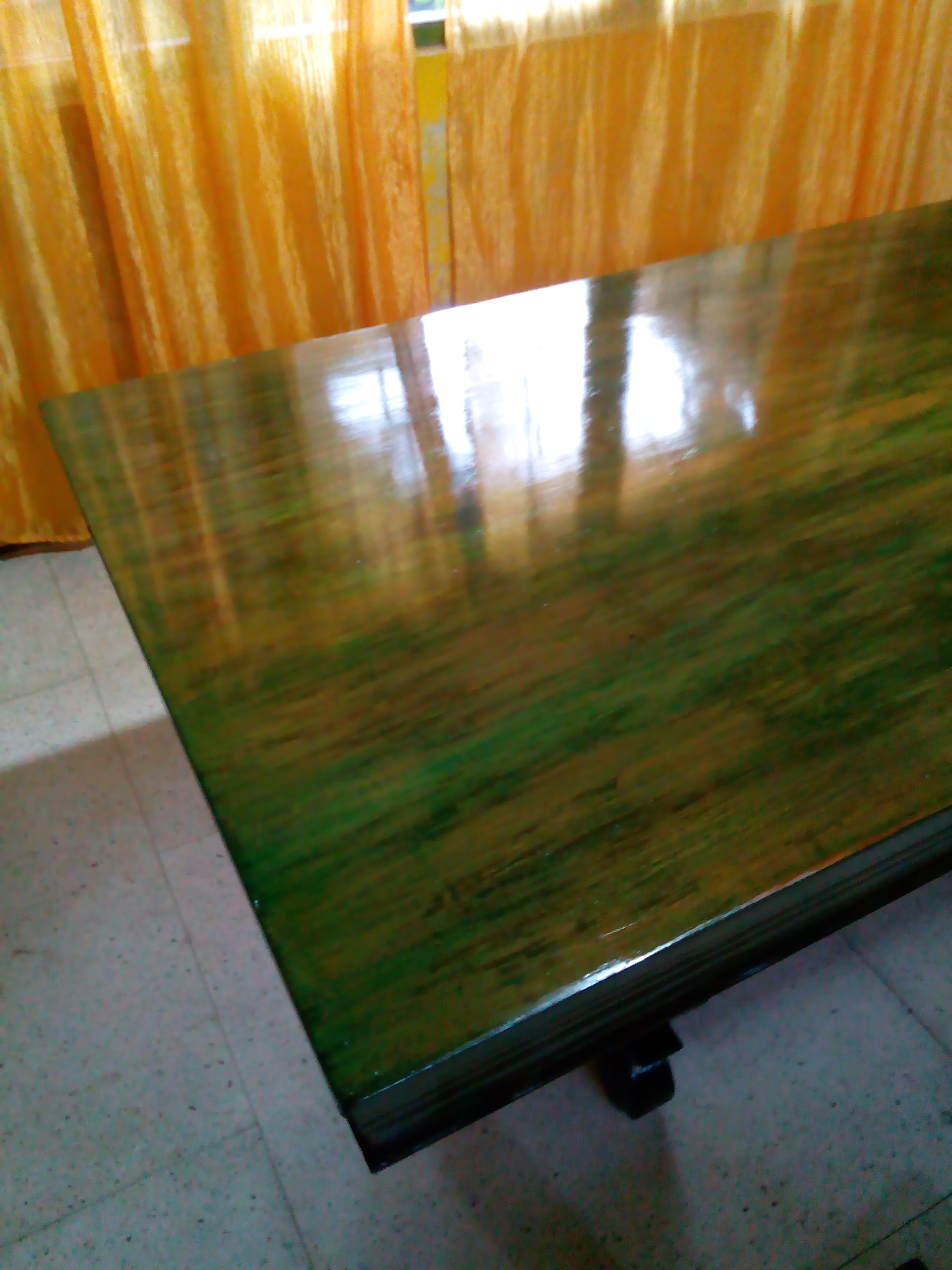
Polyurethane varnished table

وارنیش‌ها معمولاً از سه جزء اصلی تشکیل می‌شوند:
- رزین: جزء اصلی فیلم‌ساز که مقاومت سطح را ایجاد می‌کند (مانند آلکید، پلی‌یورتان، فنولیک و ...).
- حلال: برای حل‌کردن رزین و تسهیل کاربرد (مانند تربانتین یا نفت سفید).
- روغن: در وارنیش‌های روغنی برای بهبود انعطاف و مقاومت به رطوبت به‌کار می‌رود.

## انواع وارنیش
- وارنیش روغنی: مقاوم، دیر خشک‌شونده، مناسب سطوح چوبی داخلی و خارجی.[۳]
- وارنیش پلی‌اورتان: مقاوم در برابر خط و خش و مواد شیمیایی، اغلب برای کف‌پوش‌ها.[۳]
- وارنیش نیتروسلولزی: سریع‌خشک، براق، ولی مقاومتی کمتر نسبت به نوع پلی‌اورتان دارد.[۳]
- وارنیش آبی: حلال آن آب است، بوی کمتری دارد و دوست‌دار محیط زیست است.[۳]

## کاربردها
- محافظت از مبلمان چوبی، در و پنجره‌ها[۴]
- ایجاد جلوه براق یا نیمه‌براق روی سازهای موسیقی
- پوشش‌دهی آثار هنری مانند نقاشی‌ها یا مجسمه‌های چوبی
- استفاده در صنایع خودروسازی و ساختمانی برای محافظت سطحی

## روش استفاده
وارنیش را معمولاً با قلم‌مو، اسپری یا پارچه نرم روی سطح تمیز و خشک اعمال می‌کنند. برای نتیجه بهتر، معمولاً چند لایه نازک وارنیش با فاصله زمانی مشخص اعمال شده و میان آن‌ها سنباده‌کاری ظریف صورت می‌گیرد.

## نکات ایمنی
- برخی وارنیش‌ها حاوی حلال‌های فرّار و قابل اشتعال هستند، لذا باید در محیط دارای تهویه مناسب استفاده شوند.
- تماس طولانی‌مدت با پوست و استنشاق بخار آن ممکن است موجب تحریک شود.